# Mitsubishi ASX
La Mitsubishi ASX è un'autovettura di tipo SUV compatto prodotta dalla casa automobilistica giapponese Mitsubishi Motors a partire dal 2010. Il nome ASX non è altro che l'abbreviazione di Active Sports X-over, in precedenza Active Smart Crossover (in italiano "Crossover intelligente sportivo").

## Genesi

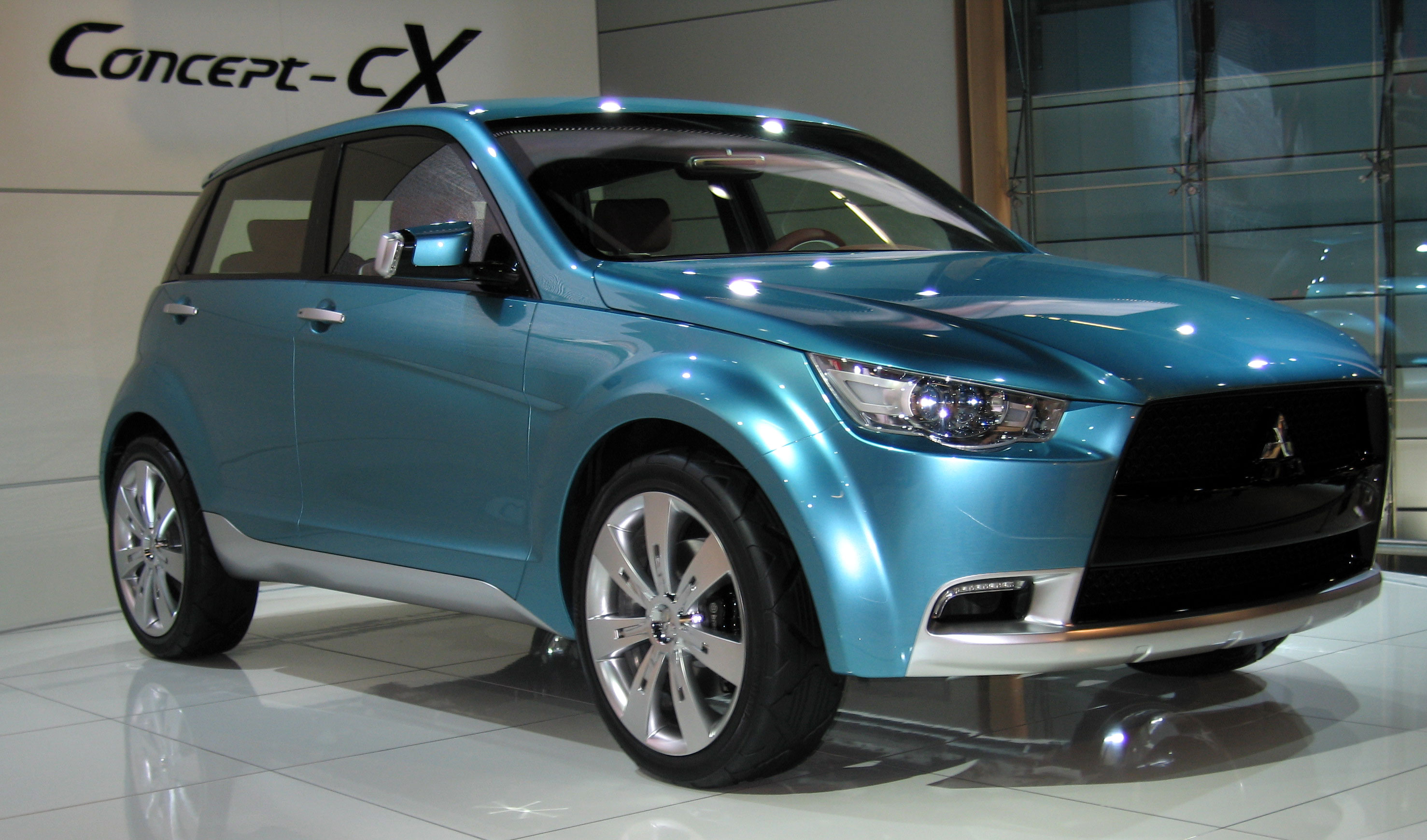
La Mitsubishi Concept-cX è il prototipo che ha anticipato la ASX

La ASX rappresenta una Suv compatta che viene derivata direttamente dal prototipo presentato dalla Mitsubishi nel 2007 ovvero la Concept-cX, che sotto una estetica filante e aggressiva celava parte dell'aspetto definitivo della vettura.
La base meccanica era quella della Outlander comune alla Lancer. Le linee riprendevano il family feeling della produzione attuale e futura del marchio giapponese, il motore era il nuovo 1,8 litri diesel DI-D Mivec con turbocompressore e 16 valvole capace di 136 cavalli (portato a 150 cavalli sul modello di produzione) abbinato al filtro antiparticolato DPF e al catalizzatore DOC (Diesel Oxidation Catalyst). Lo scopo della Concept-cX era di rilanciare il segmento dei Suv dopo il successo della Nissan Qashqai, una delle rivali di punta di quella che poi è divenuta la ASX. Questo settore attualmente sta riscuotendo un notevole successo commerciale poiché le Suv compatte oltre ad avere prezzi accessibili rispetto alle auto dalle dimensioni maggiori sono avvantaggiate dai bassi costi di esercizio e dalla possibilità di scegliere sia la trazione integrale sia quella anteriore.

## Prima generazione (2010-2022)

### Debutto
La vettura definitiva è stata presentata al salone di Ginevra del marzo 2010, circa tre anni dopo l'esposizione della concept. Rispetto a quest'ultima, i dettagli modificati erano parecchi poiché il prototipo presentava soluzioni troppo costose da produrre in grande serie quindi la casa ha preferito mantenere numerosi componenti in comune con la Lancer e l'Outlander. Per esempio, il paraurti anteriore e i gruppi ottici sono ispirati al family feeling della Colt, il posteriore invece è del tutto inedito, gli interni seguono un disegno corposo, materiali di qualità elevata e assemblaggi precisi come da tradizione giapponese.
La nomenclatura ASX è stata adottata per il solo mercato europeo mentre per il Giappone l'auto viene venduta come Mitsubishi RVR, denominazione già utilizzata per commercializzare la precedente Space Runner, negli Stati Uniti e Canada la casa ha mantenuto il nome Outlander Sport per sottolineare la parentela con la grande SUV che si è rivelata un grande successo su questi mercati.
In Italia la gamma di allestimenti si compone dell'allestimento base Inform, la versione intermedia Invite e quella di punta Intense.
La ASX di prima generazione esce dai listini europei a marzo 2022

### Linee e interni

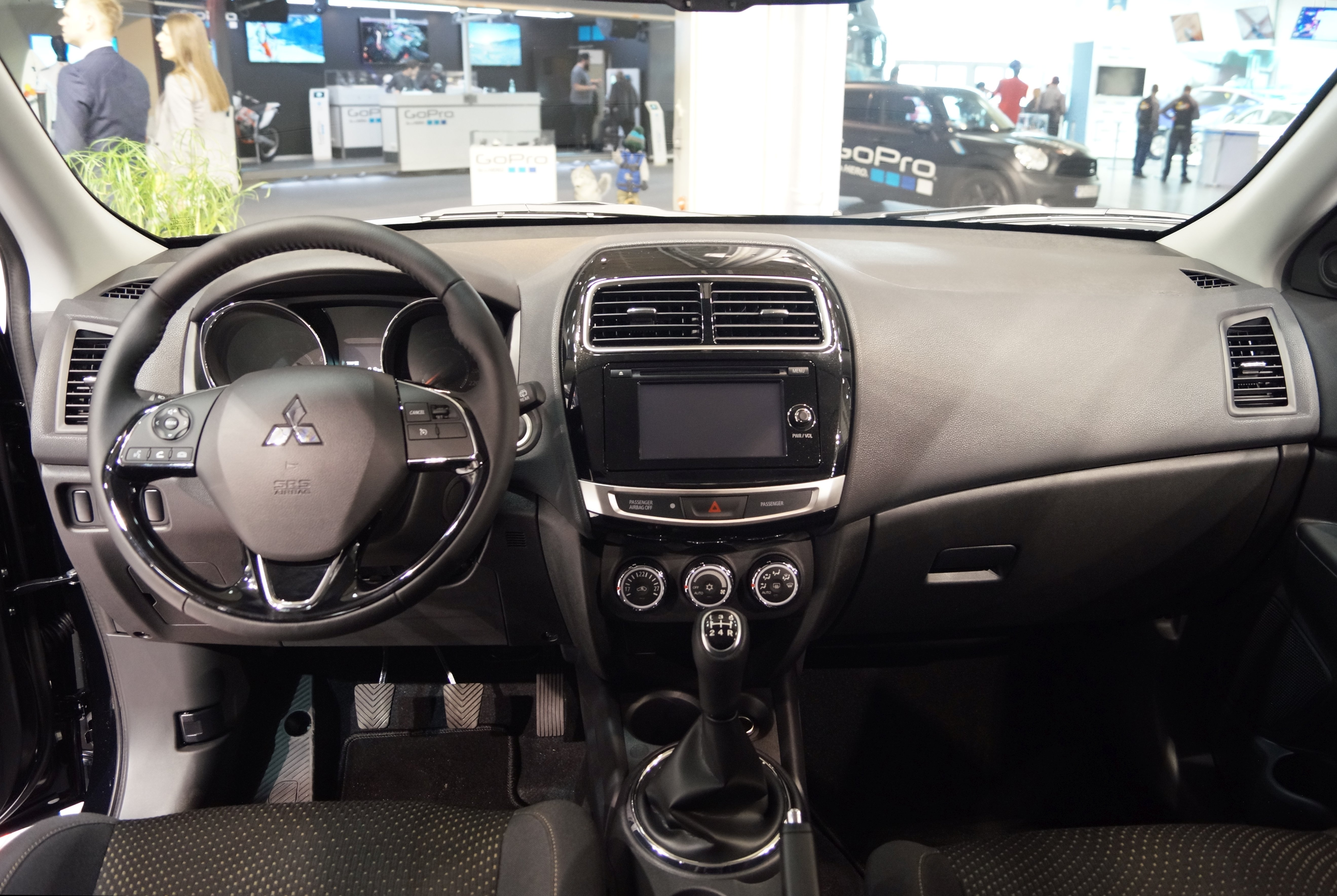
Interni di una Mitsubishi ASX

Lunga 4,29 metri il massiccio frontale spigoloso possiede una fanaleria triangolare dal disegno affusolato, calandra trapezoidale dalle cornici cromate e scudi paracolpi in plastica. Le versioni vendute in Giappone e Stati Uniti presentano gli scudi paracolpi verniciati dello stesso colore della carrozzeria.
La vista laterale mostra i grandi passaruota allargati, fiancata solcata da una profonda nervatura che risale lungo la linea di cintura, massicci specchi retrovisori, minigonne grezze, l'assetto rialzato consente esclusioni anche in fuoristrada. Il passo è di 2,670 metri.
La zona posteriore è anch'essa originale e offre la vista ad alcuni aspetti molto interessanti, scudo paracolpi in plastica, lunotto bombato, fanaleria sdoppiata a livello del portellone. Un piccolo spoiler dona un aspetto sportivo.
L'abitacolo è abbastanza spazioso, materiali morbidi, inserti in alluminio e numerosi accessori per il comfort. Il bagagliaio misura 416 litri. Le versioni di punta possono essere equipaggiate con l'impianto audio Rockford Fosgate da 710 watt, il sistema multimediale con schermo a sfioramento da 7 pollici, hard disk da 40 GB e telecamera di parcheggio, sistema di accesso senza chiave con avviamento a pulsante, sedili anteriori riscaldabili, sedile guida elettrico e gli interni in pelle oltre ai fari allo xeno e al tetto in cristallo. Di serie ESP con ABS e airbag frontali, laterali, per le ginocchia del guidatore e per la testa (sono sette in totale) oltre ai poggiatesta attivi e al sistema multimediale.

#### Restyling 2013

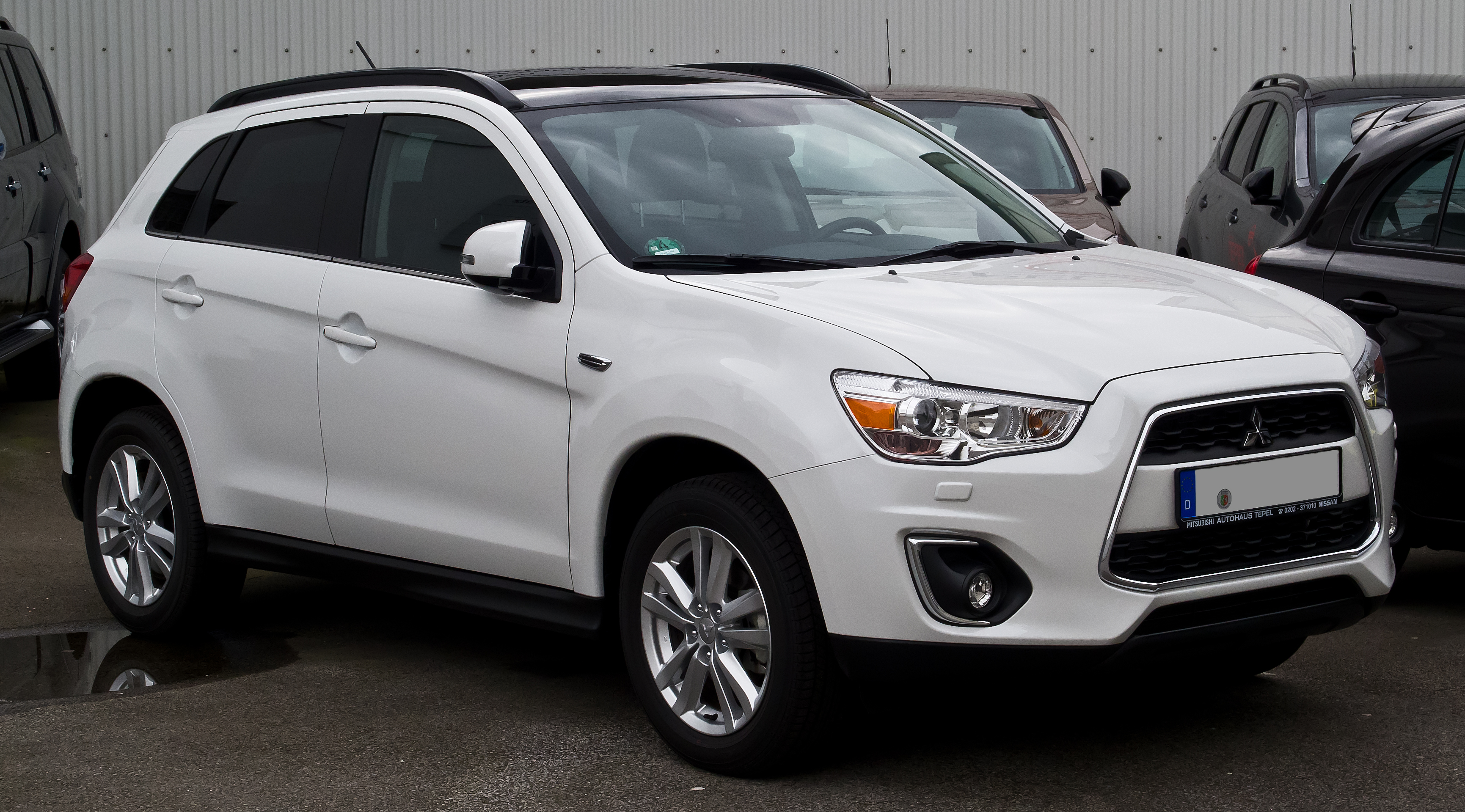
Mitsubishi ASX restyling 2013

Nel mese di ottobre 2012 è stato annunciato che la ASX è stata visivamente e leggermente rivista nell'aspetto. È stata poi presentata ufficialmente al Salone dell'automobile di Parigi.
L'aggiornamento è particolarmente evidente nella parte anteriore sulla griglia che è stata lievemente modificata sui paraurti anteriore dalla linea più elaborata e in modo marginale nella parte posteriore. Si notano i maggior cambiamenti per la griglia anteriore dai profili arrotondati, dagli inediti fari fendinebbia e dalla parte inferiore dei paraurti in tinta con la carrozzeria e non più in plastica grezza. Negli interni è presente un inedito volante, nuovi tessuti e materiali per i sedili e nuove manopole e tasti della radio e del sistema multimediale e di navigazione.

Meccanicamente, anche ai motori sono state apportate modifiche, con una nuova versione del motore 1.8 diesel e ammortizzatori posteriori affinati. Il 1.8 turbodiesel ora può essere ordinato con la sola trazione anteriore in versione depotenziata con 116 CV e di 300 Nm di coppia che fanno sì che l'accelerazione sullo 0-100 km/h avvenga in 10,2 secondi con una velocità massima di 189 km/h. Il consumo di carburante si attesta in media sui 19,6 km/l con 134 g/km di emissioni di CO2. Si affianca anche un 1.6 a benzina Bi-fuel con 116 CV a sola trazione anteriore.

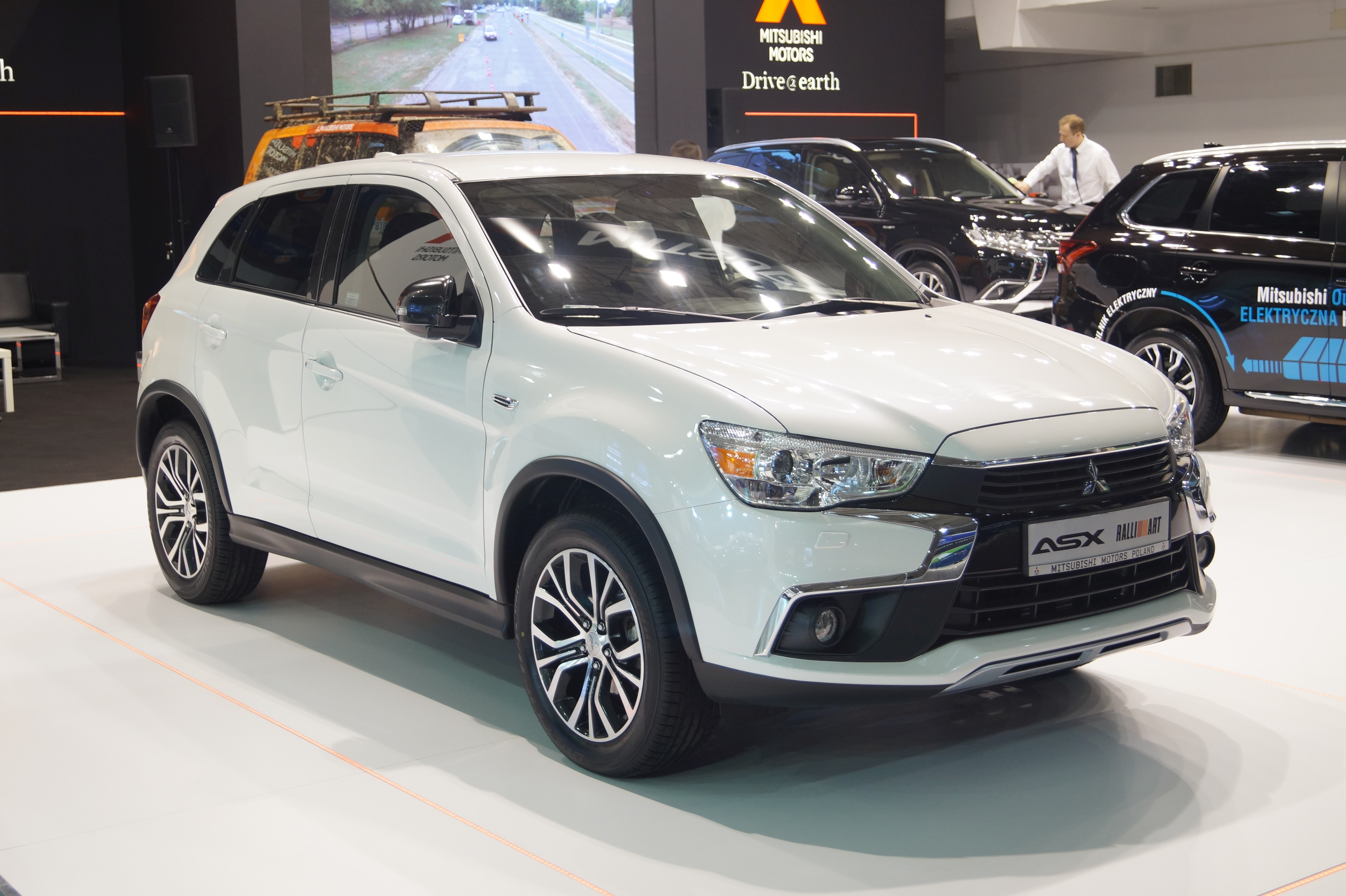
ASX restyling 2016

#### Restyling 2016
Al salone Los Angeles nel novembre 2015, con debutto europeo al salone di Ginevra nel 2016, viene presentato un ennesimo aggiornamento della vettura, questa volta più corposo a livello estetico dove il frontale presenta un diverso disegno con una nuova griglia anteriore a forma di "X" simile a quello introdotto sulla contemporanea Outlander, filosofia stilistica denominata Dynamic Shield. Il design è caratterizzato da una calandra anteriore più imponente che presenta una mascherina nera e vistose cromature a forma di C rovesciata. Dal punto di vista motoristico, vi è il debutto del propulsore PSA turbodiesel 1,6 da 114 CV.

#### Restyling 2019

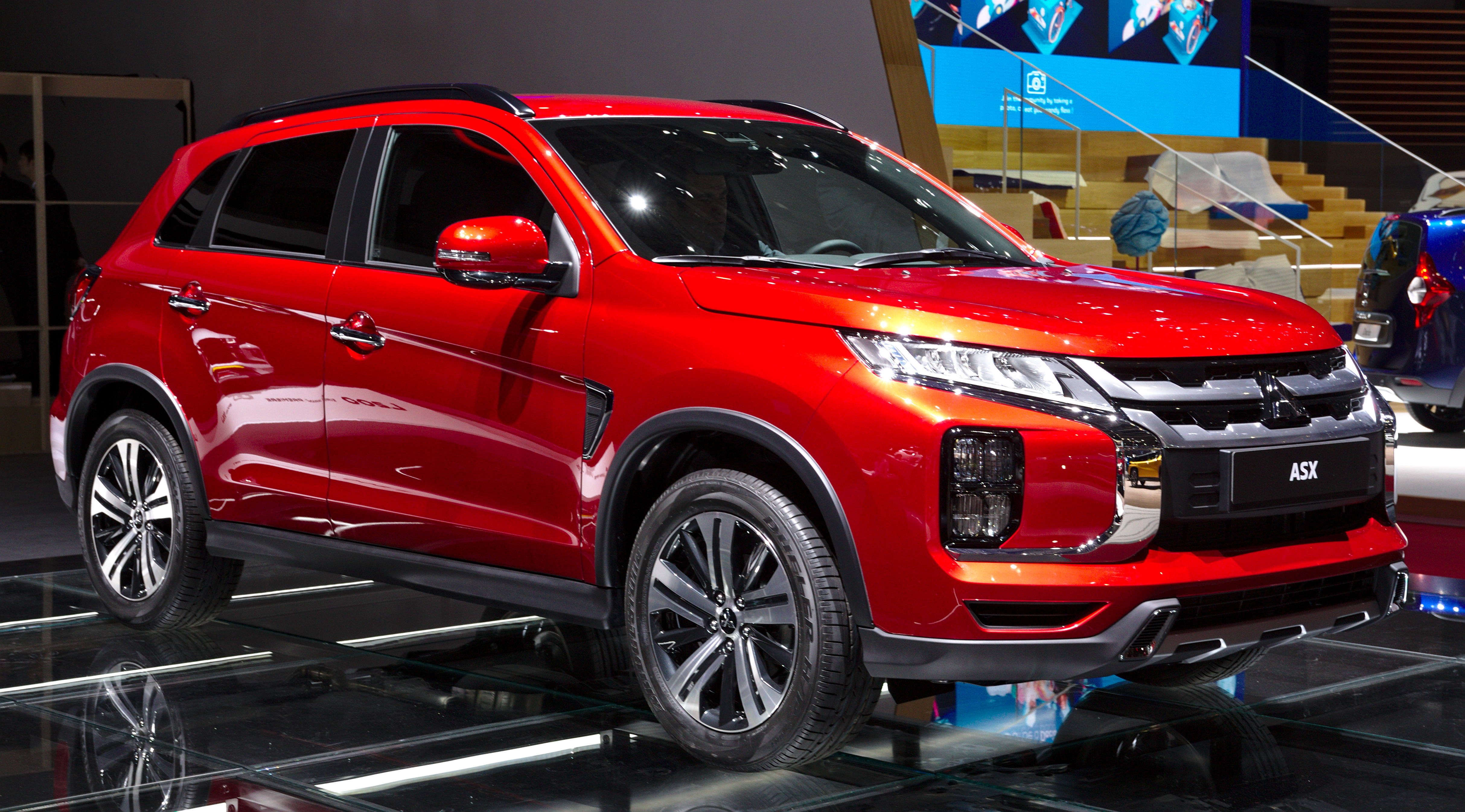
ASX restyling 2019

Al salone di Ginevra nel marzo 2019 viene presentato un ulteriore restyling che porta al debutto il nuovo frontale ridisegnato con la nuova calandra Dynamic Shield simile a quella della Eclipse Cross e L200 (restyling) con nuovi paraurti e nuovi fanali a LED. Meccanicamente la scocca viene rinforzata nella struttura frontale e vengono introdotto i dispositivi di sicurezza come la frenata automatica di emergenza con radar e il dispositivo di superamento involontario corsia con visuale negli angoli ciechi. La gamma motori viene riomologata Euro 6D-Temp ed esce di produzione il motore 2.2 turbo diesel; l’unico propulsore offerto sul mercato europeo è il 2.0 litri Mivec quattro cilindri a benzina accoppiato a una trasmissione manuale a 5 rapporti o automatica Invecs-3 III CVT a sei rapporti con trazione anteriore o integrale. Internamente debutta il nuovo sistema multimediale touchscreen a 8 pollici con compatibilità Android Auto e Apple CarPlay e connettività con Smartphone.

### Meccanica e motorizzazioni
La ASX sfrutta la base meccanica Global della Outlander, che poi è anche la stessa di altre vetture molto più "familiari", come la berlina Lancer. Nella ASX, però, sono state aggiornate le sospensioni, che mantengono lo schema pseudo MacPherson per l'avantreno e il raffinato Multilink per il retrotreno, il tutto per garantire una maggiore rigidità torsionale e sportività di guida. La versione di punta prevedono uno schema di trazione integrale con giunto centrale elettromagnetico a inserimento automatico e con la possibilità di simulare il bloccaggio fino a 40 km/h, la ASX base è a trazione anteriore e possiede un telaio ribassato.
Il pacchetto ClearTec dispone dello sterzo ad assistenza elettromeccanica che comprende anche lo stop&start, il recupero di energia in rilascio, l'utilizzo di lubrificante molto fluido e l'adozione di pneumatici a bassa resistenza di rotolamento. L'impianto frenante prevede dischi anteriori autoventilanti e dischi posteriori pieni.
I motori disponibili per il mercato europeo sono un 1.6 benzina Mivec a fasatura variabile e iniezione elettronica che eroga 117 cavalli a 6.000 giri/min e 154 N·m a 4.000 giri/min con cambio manuale 5 rapporti mentre il diesel è il nuovo 1.8 DI-D Mivec common rail con rapporto di compressione di 14,9:1, il più basso al mondo, con potenza di 150 cavalli a 4.000 giri/min e 300 N·m a 2.000 giri/min e cambio manuale a 6 rapporti. Per il mercato giapponese è disponibile solo il modello a benzina abbinato al cambio automatico CVT Invecs III.
| Modello                   | Disponibilità | Motore                       | Cilindrata (cm³) | Potenza         | Emissioni CO2 (g/km) | 0–100 km/h (secondi) | Velocità max (km/h) | Consumo medio (km/l) |
| 1.6 16V Cleartec 2WD      | dal debutto   | 4 cilindri in linea, Benzina | 1590             | 86 kW (117 CV)  | 135                  | 11,4                 | 183                 | 17,0                 |
| 1.8 DI-D 16V Cleartec 2WD | dal debutto   | 4 cilindri in linea, Diesel  | 1798             | 110 kW (150 CV) | 145                  | 9,7                  | 200                 | 18,2                 |
| 1.8 DI-D 16V Cleartec 4WD | dal debutto   | 4 cilindri in linea, Diesel  | 1798             | 110 kW (150 CV) | 150                  | 10,0                 | 198                 | 17,5                 |

#### Versioni derivate
In virtù della joint-venture tra il Gruppo PSA e la stessa Mitsubishi Motors Corporation, dalla ASX sono state derivate nel 2012 due modelli di SUV con i marchi Citroën e Peugeot ribattezzate C4 Aircross e Peugeot 4008. La C4 Aircross non condivide nulla con gli altri modelli della famiglia C4 contemporanee a esclusione della presenza nella gamma motori del 1.6 HDi, assente invece sulla ASX. 
Si tratterà della terza condivisione di meccanica Mitsubishi da parte del colosso francese: i primi due casi si sono avuti con la nascita delle triadi Outlander/4007/C-Crosser e iMiev/iOn/C-Zero.

## Seconda generazione (dal 2022)

### Sviluppo
Ad inizio 2022, tramite un teaser condiviso sul web, Mitsubishi Motors annunciò il debutto della nuova generazione nel 2023, sviluppata sulla piattaforma dell'alleanza Renault-Nissan-Mitsubishi CMF-B e prodotta nello stabilimento Renault di Valladolid in Spagna. Svelata a settembre dello stesso anno tramite una conferenza trasmessa via internet, si tratta di rebadge della seconda generazione della Renault Captur. Nata in base a un accordo tra Mitsubishi Motors e Renault. In Egitto e Sudafrica e nei mercati ASEAN e Mercosur la ASX (nota anche come Outlander Sport) viene, di fatto, sostituita dalla Mitsubishi Xforce, vettura sviluppata in house dalla stessa Mitsubishi. Sul mercato italiano viene inserita nei listini da dicembre 2023.

### Design e tecnologia

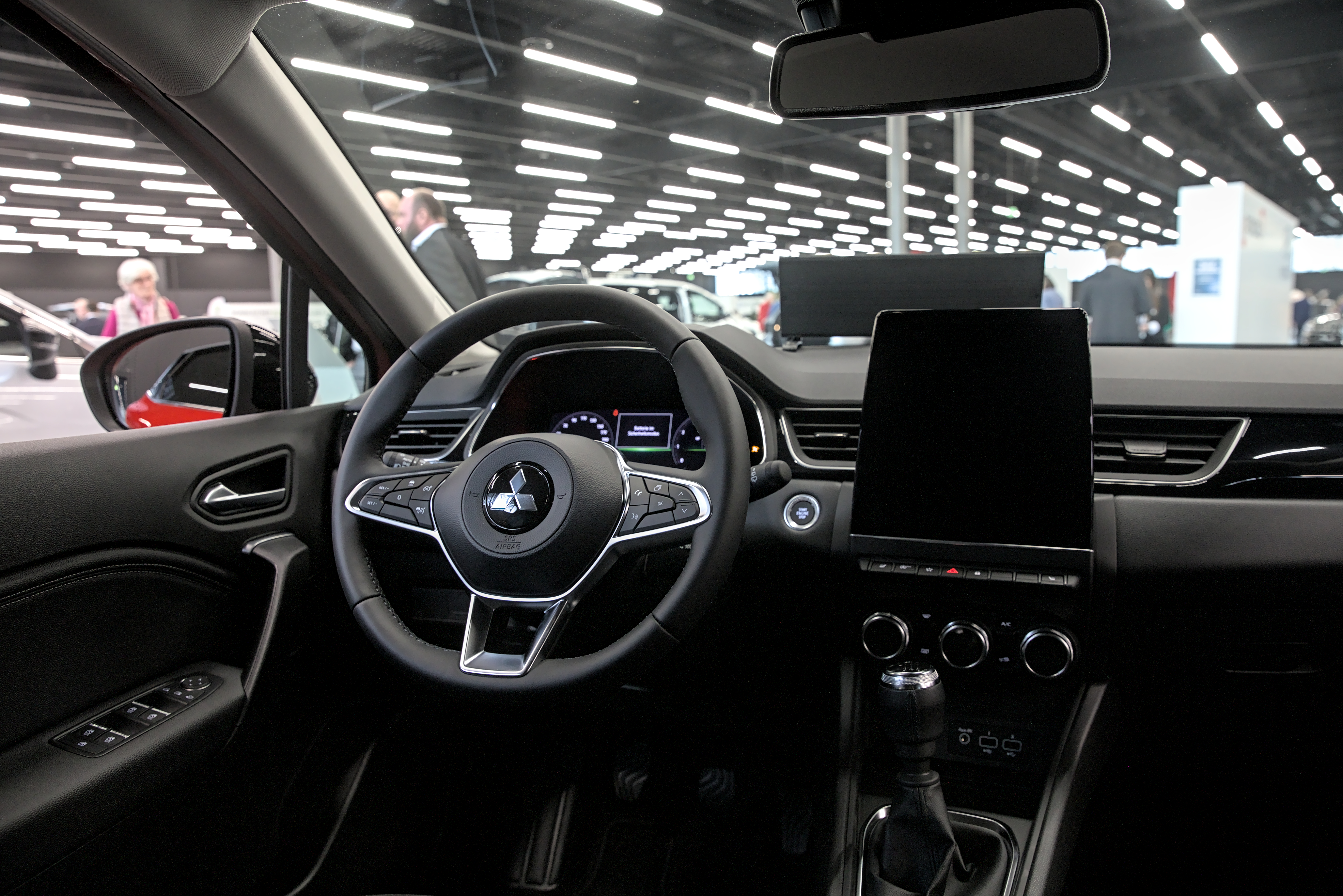
Interni

Come linea riprende tutto e per tutto dalla gemella francese. Rispetto alla precedente generazione, la nuova Mitsubishi ASX presenta una forma più compatta e sportiva. Inoltre, passa dall'essere un SUV di segmento C a uno di segmento B. Presenta la funzionalità Smartphone link Display Audio (SDA) con compatibilità Apple CarPlay che Android Auto. La seconda generazione è dotata di una ampia gamma di dispositivi di sicurezza, tra cui: airbag frontali, laterali e a tendina. Fanno parte del pacchetto sicurezza anche cinture di sicurezza con pretensionatori e limitatori di forza, poggiatesta anti-colpo di frusta e punti di attacco per seggiolini per bambini ISOFix.
La sicurezza dei pedoni è migliorata con il sistema FCM (Forward Collision Migitation) standard. Anche il cofano, il paraurti anteriore, i fari e l'area intorno al parabrezza sono appositamente progettati per ridurre il rischio di lesioni ai pedoni.
La nuova ASX è anche dotata dei sistemi di sicurezza attiva ADAS. Di serie presenta, il Forward Collision Mitigation, avviso di distanza, avviso di deviazione dalla corsia, guida assistita  mantenimento della corsia, riconoscimento dei segnali stradali, controllo della velocità di crociera, sensori di parcheggio e telecamera per la retromarcia.
Blind Spot Warning, Lane Centering Assist, Overspeed Prevention, Adaptive Cruise Control (con Stop & Go) e l'Automatic High Beam sono disponibili anche sugli allestimenti di fascia premium.

### Restyling 2024

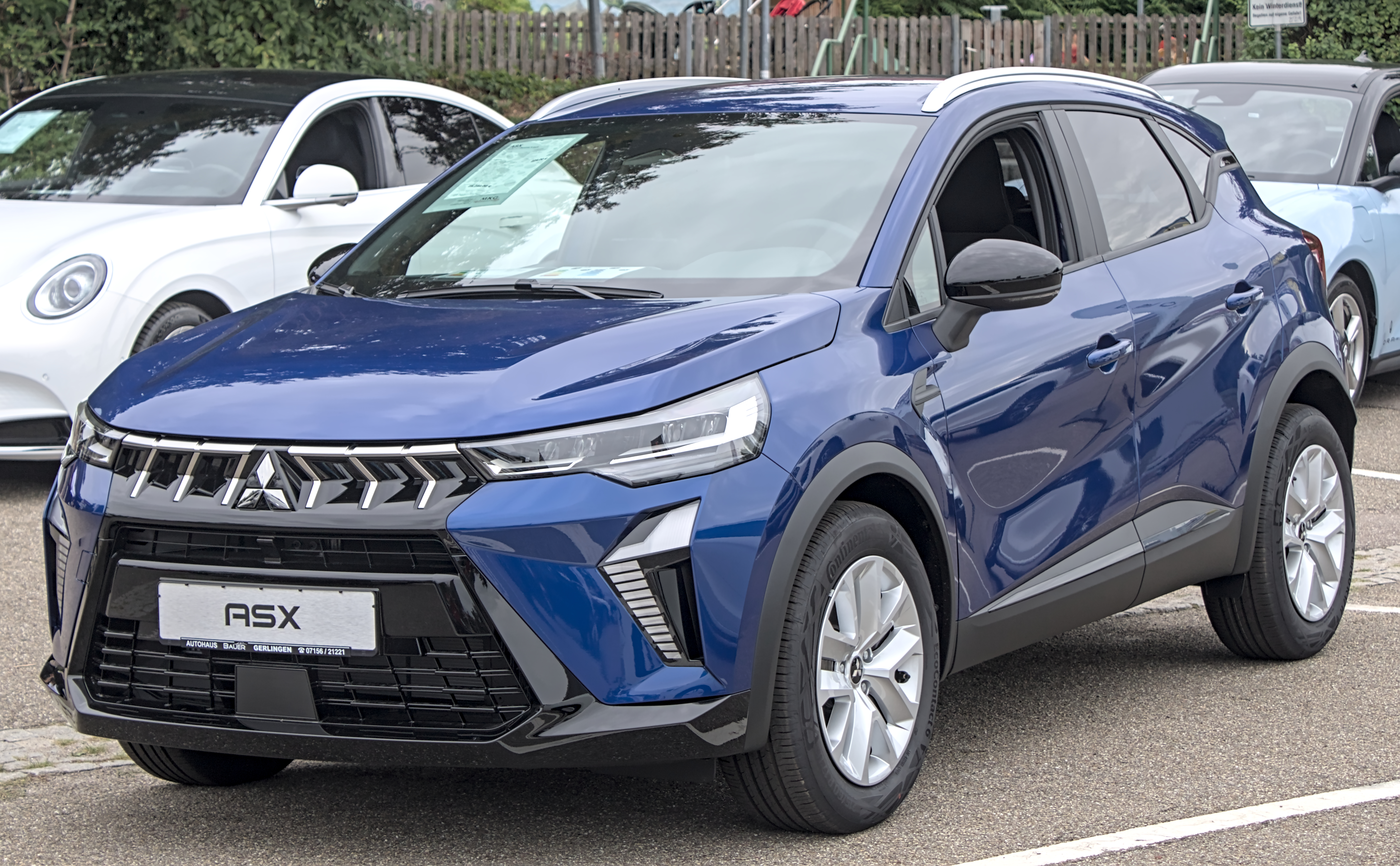
Mitsubishi ASX Restyling 2024

A due anni dalla sua presentazione, ad aprile 2024 viene presentato il restyling, con un aspetto che va a differenziarsi in modo netto dalla gemella francese. Esteriormente le linee e la coda rimangono invariate ma viene aggiornato il frontale, il quale riprendendo la fanaleria dalla nuova Captur appena aggiornata, variando però il disegno del paraurti e della calandra che guadagna nuovi inseriti cromati, andando a riprendere lo stile di design Dynamic Shield già presente su altre vetture della casa. Anche gli interni rimangono pressoché invariati, ma viene aggiornato il sistema multimediale con l'infotaiment integrato ai servizi Google. Vengono inoltre integrati gli ADAS di livello 2.

### Motorizzazioni
| Modello       | Disponibilità | Motore                       | Cilindrata (cm³) | Potenza                                         | Coppia massima (N•m) | Emissioni CO2 (g/km) | 0–100 km/h (secondi) | Velocità max (km/h) | Consumo medio (km/l) |
| 1.0L MPI-T    | dal debutto   | 3 cilindri in linea, Benzina | 999              | 67 kW (91 CV)                                   | 168                  | 132                  | 13,5                 | 170                 | 17,2                 |
| 1.3L DI-T     | dal debutto   | Mild hybrid, Benzina         | 1333             | 103 kW (140 CV)                                 | 260                  | 130                  | 10,3                 | 196                 | 17,5                 |
| 1.6 HEV       | dal debutto   | ibrido, Benzina              | 1598             | 69 kW (94 CV) + 37 kW (49 CV) = 105 kW (143 CV) | 148                  | 110                  | 10,6                 | 170                 | 20,4                 |
| 1.6 PHEV      | dal debutto   | ibrido plug-in, Benzina      | 1598             | 69 kW (94 CV) + 48 kW (65 CV) = 105 kW (159 CV) | 205                  | 30                   | 10,1                 | 173                 | 76,9                 |
| 1.0 MPI-T GPL | dal 07-2024   | Bifuel GPL                   | 999              | 74 kW (101 CV)                                  | 160                  | 119                  | 13,0                 | 173                 | 13,2                 |